# Timbaki

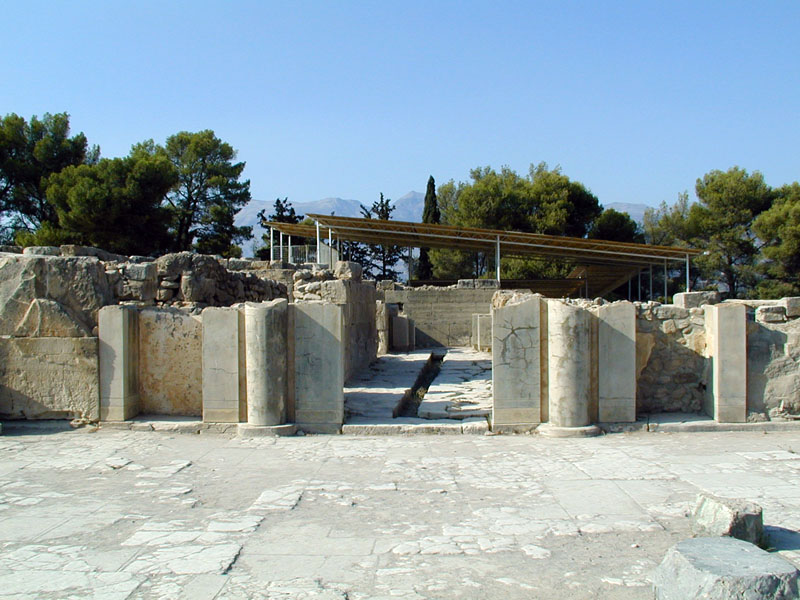
Festo: Le rovine del palazzo

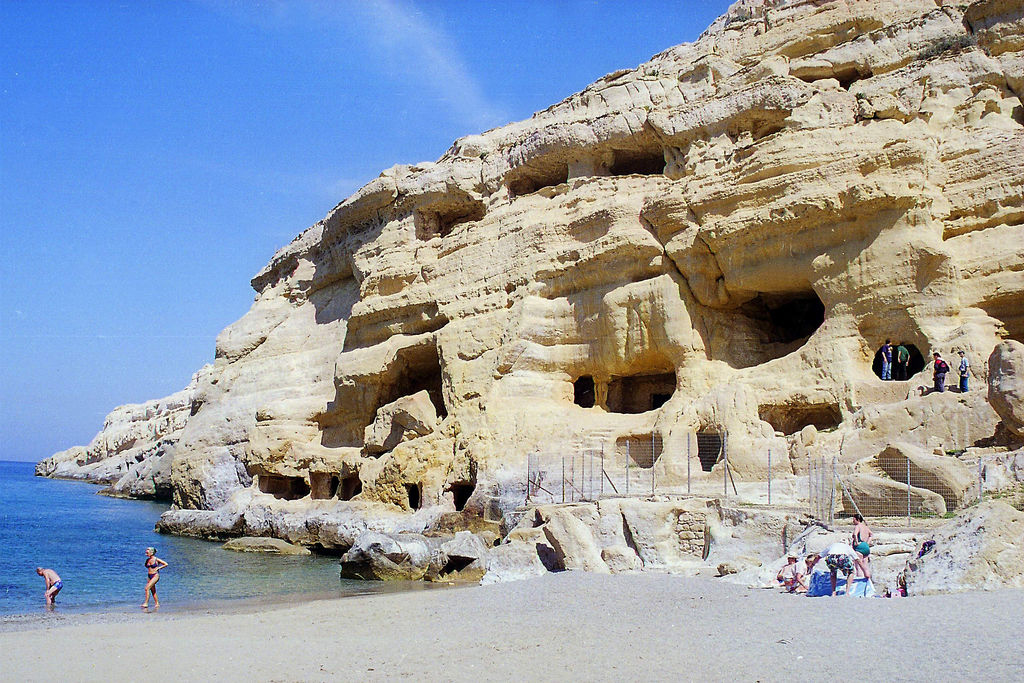
Matala: Le grotte

Timbaki (in greco Τυμπακίου?) è un ex comune della Grecia nella periferia di Creta (unità periferica di Candia) con 10 001 abitanti secondo i dati del censimento 2001.
È stato soppresso a seguito della riforma amministrativa, detta programma Callicrate, in vigore dal gennaio 2011 ed è ora compreso nel comune di Festo.
È situato nella zona meridionale dell'isola di Creta. Il territorio del comune si estende dalle falde del monte Ida alla catena dei monti Asteroussia a sud mentre ad Ovest è bagnato dal Mar Libico. Comprende porzione della Messara, la pianura centrale di Creta, attraversata dal fiume Geropotamos.

## Centri abitati

### Matala
Matala era il porto di Festo e poi di Gortyna. Sul fondo del mare si possono vedere ancora le rovine dell'antica città. Matala è famosa per le sue grotte che furono abitate in epoca preistorica, in seguito rifugio per gli hippies che qui si radunavano. Furono usate come luoghi di sepoltura dai tempi minoici fino ai primi anni dell'era cristiana. Oggi è un frequentato centro balneare, mentre in un'insenatura ben celata dalle rocce e accessibile solo dal mare persiste un celebre campo nudisti.

## Siti archeologici

### Festo
Festo è una città di epoca classica ed ellenistica nota per il suo palazzo minoico e per il villaggio prepalaziale che le sta ai piedi. Fu un centro assai florido all'epoca del periodo geometrico e nelle successive finché Gortyna non la distrusse intorno alla metà II secolo a.C. facendola scomparire dalla storia.
I ruderi del periodo geometrico sono più evidenti alle falde sudorientali dell'acropoli con tracce del muro di cinta del periodo arcaico e una struttura che si crede essere un tempio dedicato ad Era.
L'epoca ellenistica è meglio documentata con numerose case privati munite di cortile interno.
L'approvvigionamento idrico era assicurato dal fiume Geropotamos e da una serie di pozzi, parecchi dei quali assai profondi. Matala 9 km a sud ovest costituiva lo scalo marittimo di Festo. I reperti sono visibili al museo archeologico di Iraklio ma parecchio vasellame è rimasto in loco visibile presso il piccolo museo stratigrafico.

#### Il palazzo di Festo
Nella zona degli scavi furono portati alla luce i ruderi dell'antico e del nuovo palazzo.
Il primo fu costruito come quello di Cnosso agli inizi del XXI secolo a.C. e durò 300 anni finché fu distrutto da un incendio. Sulle sue rovine fu costruito un nuovo palazzo che fu abbandonato, come gli altri palazzi di Creta, intorno alla metà del XV secolo a.C. In epoca arcaica sulle sue rovine fu innalzato un tempio dedicato a Rea. Il sito dell'antico palazzo è protetto da capannoni.
Il nuovo palazzo presenta un'aula centrale intorno alla quale si sviluppano i magazzini ad ovest, gli appartamenti reali a nord e i laboratori ad Est. Ancora più ad ovest dai magazzini si trova il teatro con le "vie processionali". I propilei del palazzo ad ovest costituiscono la parte meglio conservata.

### Storia degli scavi
Le ricerche furono intraprese nel 1884 da Antonio Taramelli e da Fredeich Halbherr.
Nel 1950 nuovi scavi furono portati avanti per un ventennio sotto l'egida della Scuola Archeologica Italiana di Atene.

### Agia Triada
La villa di Agia Triada è una struttura di epoca minoica simile, se non identica, a quelle dei più noti palazzi minoici ma di dimensioni minori. È così chiamata perché si ipotizza che sia stata la residenza estiva di qualche notabile di Festo da cui dista solo 3 km. Il luogo su cui sorge la villa fu abitato in epoca antecedente come dimostra il rinvenimento di due tombe a cupola del periodo protominoico.
La villa di Agia Triada fu costruita nel 1600 a.C. e andò distrutta nel 1450 a.C. come avvenne per gli altri palazzi di Creta. Sulle sue rovine fu costruito nel XIV secolo a.C. un grande palazzo postminoico di tipo miceneo e un intero abitato a nord est con un'agorà munita di portici. Nel periodo geometrico (VIII secolo a.C.) divenne luogo di culto e in epoca ellenistica vi fu costruito un piccolo tempio dedicato a Zeus. La chiesa di San Giorgio che sta nell'area archeologica, fu costruita nel XIV secolo, ai tempi del dominio veneto su Creta.
La villa di Agia Triada aveva al centro un cortile destinato a funzioni religiose. Da questo si sviluppavano due ali:
- L'ala sud, destinata agli alloggi della servitù
- L'ala nord, destinata a residenza dei dignitari e a magazzini vari.

Fu in quest'ala che vennero trovati numerose tavolette con scrittura lineare A.
La peculiarità della villa sta nel ritrovamento a nord est del palazzo nel luogo dove sorse nel periodo postminoico il villaggio, del grande spazio porticato cui davano 8 grandi stanze che ricordava nella pianta l'agorà di epoca ellenistica.

Gli scavi furono intrapresi una prima volta all'inizio del XX secolo e ripresi intorno al 1970 dalla Scuola Archeologica Italiana di Atene.

### Kamilari
Kamilari (in greco Καμηλάρι?) è un ridente paesino su un colle in mezzo alla piana di Mesarà, a breve distanza dalla costa. A nordovest del paese scavi del 1960 portarono alla luce una tomba a cupola del periodo prepalaziale. Nella, tomba nonostante fosse stata già depredata già in epoche remote, furono rinvenuti numerosi oggetti ora esposti nella sala VI del museo di Iraklio. La tomba, usata per secoli come luogo di sepolture di massa era costituito da cinque piccole stanze ed un cortile esterno.
Sempre vicino al paese, in località Askidia fu trovata una necropoli ellenistica
In località Alisandraki fu trovata una grande tomba del periodo geometrico.